# شاه‌سسک تاج‌یاقوتی
شاه‌سسک تاج‌یاقوتی (نام علمی: Regulus calendula) نام یک گونه از سرده سسک تاجی است.